# Anno
Anno betyder "år" på latin. Fx "Anno 1642 indviedes Rundetårn". Anno Domini  "I det Herrens år" er første gang anvendt i 532 af munken Dionysius Exiguus (470- 544). Det forkortes "A.D." eller "AD".

I dag bruges "anno" i forbindelse med årstal for grundlæggelse, etablering, stiftelse etc.

Det brugtes ved datering af bøger, inskriptioner, huse m.m. Nogle gange var årstallet skrevet med romertal. 